# Cratere Kular
Kular  è un cratere sulla superficie di Marte.